# Втори батальон на трета оперативна зона на НОВ и ПОМ
Втори батальон на трета оперативна зона на НОВ и ПОМ е комунистическа партизанска единица във Вардарска Македония, участвала в така наречената Народоосвободителна войска на Македония.
Създаден е на 30 октомври 1943 година в планината Каймакчалан. Състои се от 113 души от народоосвободителен батальон „Страшо Пинджур“ и нови бойци от Тиквешията и района на Гевгели, както и от работници от рудник Дудица и 28 италианци от чета Гарибалди. Батальонът влиза в сблъсък с български военни части (40 войника) и напуска полесражението. На 3 ноември влиза в сблъсък с български части при село Витолище, а на 4 и 6 ноември унищожава българските полицейски станции в селата Полчища и Клиново, както и архива на общината на Плетвар. На 14 декември 1943 г. заедно с Народоосвободителен батальон „Страшо Пинджур“ нападат българския граничен подучастък в село Канско и успяват да пленят 65 войника. Поради своята безопасност батальона не успява да се присъедини към първа македонско-косовска ударна бригада, а се връща в планината Кожух, където се присъединява към втора македонска ударна бригада на 20 декември 1943 година под името Битолско-мариовски батальон..

## Състав

### Самостоятелно командване
- Тихомир Милошевски – командир
- Пандил Николовски – заместник-командир
- Никола Канински – политически комисар
- Киро Спанджов – Бърко – заместник-политически комисар

### Командване в състава на втора македонска ударна бригада[3]
- Янез Валенчич (словенец) – командир
- Блаже Търпеновски – заместник-командир
- Никола Тодоровски – политически комисар
- Раде Гогов – заместник-политически комисар (до януари 1944)
- Ели Аргировска – заместник-политически комисар (от януари 1944)